# Sirosporonaemella strobilina
Sirosporonaemella strobilina är en svampart som beskrevs av Naumov 1951. Sirosporonaemella strobilina ingår i släktet Sirosporonaemella, divisionen sporsäcksvampar och riket svampar.   Inga underarter finns listade i Catalogue of Life.